# The Dream Syndicate
The Dream Syndicate es una banda estadounidense de Los Ángeles, California. Su música está asociada al rock alternativo y a la neopsicodelia, así como también al ecléctico movimiento musical Paisley Underground, surgido en la California de los años 80, junto a grupos como The Rain Parade, Green on Red, The Long Ryders, The Bangles o The Three O’Clock, y que en España se conoció como Nuevo Rock Americano.

## Historia

#### Los comienzos (1981-1983)
Durante sus estudios en la Universidad de California en Davis, Steve Wynn y Kendra Smith coincidieron en la banda Suspects. Al trasladarse a Los Ángeles formaron The Dream Syndicate con las incorporaciones de Karl Precoda a la guitarra y Dennis Duck a la batería, escogiendo ese nombre del grupo como homenaje al conjunto experimental neoyorkino de Tony Conrad y John Cale, dentro del Theatre of Eternal Music de La Monte Young que, junto a The Velvet Underground, fue punto de partida del rock posmoderno.
A principios de 1982 realizaron su primer concierto en el Club Lingerie de Hollywood. Poco después publicaron un EP homónimo como primer trabajo de estudio, editado con el sello propio Down There Records.
Tras firmar con Slash Records, publicaron en octubre de 1982 el primer álbum The Days of Wine and Roses, que convirtió a la banda en todo un referente del rock alternativo. Del título de ese disco se especuló si estuvo inspirado en el poema “Vitae summa brevis”, del británico Ernest Dowson, o en la película con la misma denominación de Blake Edwards, pero Steve Wynn los descartó, aludiendo que "las letras, repletas de neurosis y de insatisfacción juvenil, estaban principalmente influenciadas en aquella época por el filósofo escocés Thomas Carlyle".
La primera canción de ese primer álbum, "Tell Me When It's Over", dio título en 1983 a un EP, distribuido por Rough Trade Records, donde se incluyó una versión en vivo de "Mr. Soul", composición de Neil Young para Buffalo Springfield. A partir de ahí, Kendra Smith abandonó la banda y fue reemplazada por David Provost.

#### El período entre 1984 y 1989
En 1984, a través del sello A&M Records, publicaron el segundo álbum Medicine Show, producido por Sandy Pearlman, donde hubo citas jazzísticas en la canción "John Coltrane Stereo Blues". A lo largo de ese año también editaron un EP en directo, This Is Not The New Dream Syndicate Album... Live!, último trabajo discográfico con Karl Precoda en la guitarra y primero con Mark Walton como bajista.
Durante 1985, Steve Wynn y Dan Stuart de Green on Red, bajo el nombre de Danny & Dusty, grabaron el álbum The Lost Weekend. Tras ese paréntesis, Wynn retomó The Dream Syndicate en 1986 y, acompañado de Dennis Duck, Mark Walton y Paul B. Cutler como productor y guitarra, publicaron Out of the Grey a través de Chrysalis Records.
En 1987 lanzaron una versión de "Cinnamon Girl" de Neil Young y una de "Let It Rain" de Eric Clapton. Un año después editaron el cuarto álbum Ghost Stories, donde se incluyó una versión de Blind Lemon Jefferson. También en 1988 lanzaron un sencillo compartido con The Bevis Frond que contenía una versión de "Blind Willie McTell" de Bob Dylan.
El álbum en directo, Live at Raji's, grabado en 1988, supuso el final discográfico de la banda y la separación en 1989, aunque entre 1993 y 1994 se publicaron dos recopilatorios, The Lost Tapes: 1985-1988, que recuperó canciones inéditas, y The Day Before Wine and Roses, con una actuación de radio de 1982 en el KPFK de Los Ángeles.

#### La reunificación de 2012
Con motivo de una gira por España en 2012, Wynn reunificó la banda con Walton y Duck, y añadiendo a Jason Victor, el guitarrista que formó parte de Steve Wynn and The Miracle Three. Junto a ellos, además de Chris Cacavas en los teclados y en la producción, se graba en 2017 el álbum How Did I Find Myself Here?, publicado por el sello Anti- Records.
En 2018 se incluyeron tres nuevas grabaciones de Dream Syndicate como parte de un álbum recopilatorio, de título 3 x 4, junto a The Bangles, Salvation Army y The Rain Parade.
En 2019 editaron These Times, otra vez con Anti-Records, el mismo sello con el que también repiten en 2020 en el álbum The Universe Inside, un trabajo con ingredientes de krautrock, rock progresivo, psicodelia o jazz eléctrico. En 2022 publicaron, a través del sello Fire Records, el álbum Ultraviolet Battle Hymns and True Confessions, con los ineludibles ecos velvetianos, el inframundo sonoro del underground y el rock alternativo.

## Discografía

### Álbumes de estudio
- 1982 - The Days of Wine and Roses (Ruby Records/Slash Records)
- 1984 - Medicine Show (A&M Records)
- 1986 - Out of the Grey (Chrysalis Records/Big Time Records)
- 1988 - Ghost Stories (Enigma Records)
- 2017 - How Did I Find Myself Here? (Anti-)
- 2019 - These Times (Anti-)
- 2020 - The Universe Inside (Anti-)
- 2022 - Ultraviolet Battle Hymns and True Confessions (Fire Records)

### Álbumes en directo
- 1984 - This Is Not the New Dream Syndicate Album... Live! (A&M Records)
- 1989 - Live at Raji's (Enigma Records)

### Álbumes recopilatorios
- 1992 - Tell Me When It's Over: The Best of the Dream Syndicate 1982-1988 (Compilación, Rhino Records)
- 1993 - 3½ (The Lost Tapes: 1985-1988) (Compilación, Normal)
- 1994 - The Day Before Wine and Roses (Compilación, Normal)
- 2018 - How We Found Ourselves ... Everywhere!How We Found Ourselves ... Everywhere! (Compilación, Anti-)
- 2018 - 3 x 4 (Compilación, Yep Roc Records)

### Sencillos y EP
- 1982 - The Dream Syndicate (Down There Records)
- 1983 - Tell Me When It's Over (Rough Trade)
- 1984 - Medicine Show (A&M Records)
- 1984 - John Coltrane Stereo Blues (A&M Records)
- 1986 - Out Of The Grey (Big Time)
- 1986 - Slide Away (Big Time)
- 1986 - Bob And Ornette And Ted And Alice (Forced Exposure)
- 1987 - 50 In A 25 Zone (Big Time)
- 1987 - Let It Rain (Big Time)
- 1987 - Cinnamon Girl (The Bob Magazine)
- 1988 - I Have Faith (Enigma)
- 1988 - Blind Willie McTell (Bucketfull Of Brains)
- 2020 - Dusting Off The Rust (Anti-)

## Formación

### Miembros actuales
- Steve Wynn: voz principal, guitarra y compositor.
- Jason Victor: guitarra.
- Mark Walton: bajo.
- Dennis Duck: batería.
- Chris Cacavas: teclados.

### Antiguos miembros
- Karl Precoda: guitarra.
- Kendra Smith: bajo.
- Dave Provost: bajo.
- Paul B.Cutler: guitarra.